# Омпи
Омпи (фр. Ampus) је насељено место у Француској у региону Прованса-Алпи-Азурна обала, у департману Вар.
По подацима из 2011. године у општини је живело 927 становника, а густина насељености је износила 11,2 становника/km².

## Демографија
| 1962. | 1968. | 1975. | 1982. | 1990. | 2011. |
| ----- | ----- | ----- | ----- | ----- | ----- |
| 345   | 389   | 439   | 534   | 622   | 927   |